# 類戴奧辛物質
類戴奧辛物質（英語：dioxin-like compounds），包含双苯并氧杂环（1,4-二𫫇英或呋喃）及其卤代物，一般也延伸地包含多氯联苯以及对二𫫇英本身。一般指能对二𫫇英與芳香烴受體作用的部分非戴奧辛或呋喃的化合物之物质。现代樟脑丸主要主要有效成分对二氯苯虽也属致癌物，且功能类似多氯联苯，但一般不被放在类二𫫇英物质的范畴中。

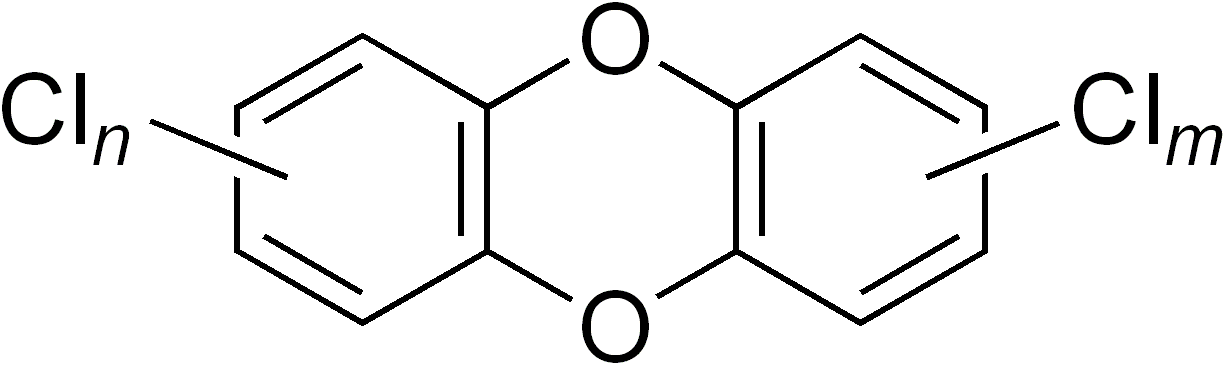
多氯双苯并对二𫫇英
多氯双苯并𫫇茂
多氯联苯
对二𫫇英

## 名称
日常称作“二𫫇英”的污染物得名于其主要官能团对二𫫇英或3,6-二氧杂-1,4-环己二烯。“二”指两个氧，“𫫇”是氧杂的简称，“英”是汉奇-威德曼杂环命名系统英文版中六元最不饱和环烯的词缀的中文音译，其中文版词缀本应是“环己熳”，但由于英文中“对二氧杂己熳”一词（p-dioxine）已被变读为“dioxin”，这一变写的词缀中文改用音译。台湾用于“戴奧辛”则来自针对英文“dioxin”的纯音译。值得注意的是台湾用语中类似结构的二𫫇烷不称作“戴奧烷”。
近来，一些人将“英”字用作“环己熳”的中文简称，从而将“二𫫇英”当作纯意译词处理，从而由此衍生出“二氧杂英”一词。此外，亦有人将“二𫫇英”写作“二𫫇𠸄”来重复强调对二𫫇英是环状化合物（或官能团）。由于早期命名中无芳香性的环己二烯曾被扣草头帽子称作“芑”，二𫫇英官能团有时也被称作“二氧芑”、“二𫫇芑”或“二氧杂芑”。

## 類戴奧辛物質

### 戴奧辛類化合物
戴奧辛類化合物是包括75種多氯二苯並戴奧辛（Polychlorinated dibenzo-p-dioxins，簡稱PCDDs）、135種多氯二聯苯呋喃（Polychlorinated dibenzofurans，簡稱PCDFs）及12種共平面多氯聯苯（Partially Coplanar Polychlorinated Biphenyls）。
戴奧辛被稱為世紀之毒，是因為具有急毒性，戴奧辛除了在空氣中以外，在土壤與底泥中也有戴奧辛。戴奧辛透過呼吸作用和飲食進入人體內。戴奧辛容易存積於動物性脂肪內，所以少食用動物性脂肪，可以降低體內戴奧辛的積存。戴奧辛和類戴奧辛物質可在環境中存留很久，不會分解，也不會被微生物所代謝掉。

## 來源
- 火山爆發、森林火災
- 化合物製造，如氯化合物與苯環或酚結合
- 燃燒廢棄物，聚氯乙烯的塑膠、含鹽廚餘
- 金屬冶煉：一些金屬為戴奧辛合成之觸媒
- 造紙與紙漿製成需以Cl2漂白
- 吸菸與接觸二手菸、三手菸

當有機物質在含有氯的環境下（可以有機氯化物或離子的方式存在）燃燒，就可能會產生類戴奧辛物質。
在自然環境中，二噁英最主要的來源是透過森林火災產生，亦有許多種透過人類活動產生的途徑，像是火力發電、焚燒植物、聚氯乙烯（PVC）、垃圾焚燒及吸煙等等，另外也可以透過非燃燒的環境中產生，例如漂白紙張或布料、生產含氯苯酚物質的作業，除了废弃物焚烧外，铁矿石烧结、电弧炉炼钢、再生有色金属生产等行业均属于二恶英污染防治重点行业。垃圾焚化爐的燃烧温度能够达到标准以及正常工作的烟道净化系統就可以保证降低二噁英排放；燃燒廢棄物、二手菸（包含吸菸）、露天焚燒秸稈、燃燒廢電纜及管理不善的汽機車工廠才是人類向環境排放二噁英的主要途徑。

## 戴奧辛對人體的傷害
- 發育障礙
- 內分泌受損
- 皮膚病變，如氯痤瘡
- 神經毒性、肝毒性
- 影響生殖行為
- 孕婦容易流產或產下畸型兒[3]

二噁英是一種細胞毒。以四氯雙苯環戴奧辛為例，其進入人體後將誘導δ-氨基乙醯丙酸合酶的產生，此酶為血紅素合成的限速酶。過多的ALAS會破壞細胞組織，並可能表現出類似卟啉症的病徵。二噁英可以誘導淋巴細胞凋亡，抑制殺傷性T細胞（cytotoxic T cell,Tc或CTL）的產生並促進免疫抑制因子的高度表達，引起免疫系統調節功能障礙。二噁英亦能侵入DNA分子，誘發突變，由此而具有致畸與致癌作用。二噁英在體內不易代謝，可隨排泄物進入環境。

## 二噁英中毒的歷史案例
- 在1976年義大利塞維索的ICMESA化工廠爆炸事故後導致的高濃度二噁英外洩事件，約2.5公斤的二噁英覆蓋了320公頃的面積，使當地出現約200名受氯痤瘡所苦的患者。這個事件也是被研究的最詳細的二噁英汙染事件，也說明了二噁英可能提高某些癌症的發病率。另外有許多症狀也被懷疑是二噁英汙染所導致，但尚待更多研究分析。[7]

- 在越戰中，美軍曾使用一種被稱為橙劑的落葉劑以令葉片凋落、曝露出躲在叢林中的越共士兵，目前仍有不少退伍軍人被驗出體內積存過量的二噁英。另外目前發現體內二噁英濃度最高的案例也在越南（雖然主要是由於工作接觸的關係）。雖然脂肪中TCDD濃度高達144000pg/g，但是患者除了受氯痤瘡、抑鬱與月經失調所苦之外，並無其他症狀。[8]

- 二噁英首次被用於刺殺是用在2004年的烏克蘭總統候選人尤先科，他於9月開始出現身體不適，至11月被證實中毒，體內被驗出含有大量TCDD，濃度為108000pg/g，這也是首宗人體攝取大量二噁英急性中毒的個案。但除了初期的憂鬱症狀與氯痤瘡外，並無其他臨床症狀。[9]

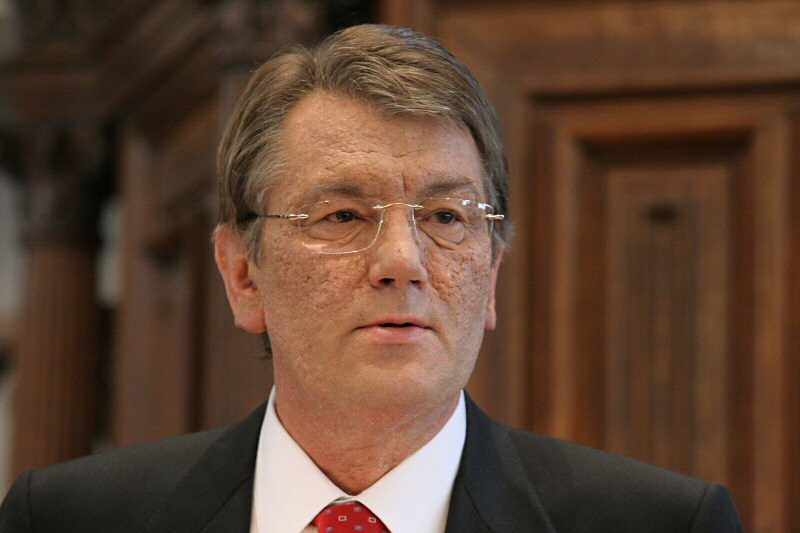
尤先科因急性二噁英中毒，導致臉上生出氯痤瘡。（2006年攝）

## 對健康的影響

2,3,7,8-四氯二苯并二噁英（TCDD）的结构式

二噁英類化合物中，被認為毒性最強的是2,3,7,8-四氯雙苯環二噁英（2,3,7,8-tetrachlorodibenzo-p-dioxin，以下稱TCDD），因此大部分的動物實驗研究皆使用TCDD做為檢測二噁英類化合物毒性的標準，其餘的二噁英類化合物對人類的影響則尚待確認。二噁英類化合物具有脂溶性，因此容易進行生物累積作用。以TCDD為例，對哺乳類動物的研究指出雖然存在致死劑量，但不同物種之間可忍受的劑量差異頗大。另外，TCDD雖不具有直接的致突變性與基因毒性，但是卻可能透過間接的生理途徑而致癌。由於尚未出現人類因二噁英類化合物急性致死的案例，因此推斷人類接觸的二噁英濃度相對來說為較低劑量，但仍有可能經由生物累積而出現慢性症狀。這種情況下，經由動物實驗與臨床病例推論出的TCDD對人類的健康風險主要有：
- 氯痤瘡。這是目前唯一可確認且有臨床病例的、人體積存高濃度的二噁英而引發的現象。[7]
- 癌症。動物實驗顯示TCDD對某些種動物具有高度致癌性，但是要超過某一門檻劑量才會發生。對人類的致癌性目前尚在研究中，不過塞維索事件後的臨床案例顯示高濃度TCDD可能會稍稍增加多發性骨髓瘤與白血病的發生機率。[11]
- 其他在動物實驗中出現的生理症狀包括免疫功能下降、腎功能下降、牙齒發育受阻等等。其中牙齒發育的問題也在塞維索事件中出現病例[12]。另外根據塞維索事件的研究，TCDD尚可能與糖尿病、子宮內膜異位、內分泌失調等有關。[13]

## 消除二噁英的研究
在2006年1月16日出版的《自然生物科技杂志》，京都大学的微生物学教授村田幸作发表论文，指他们的研究利用基因技术，把两种不同品种的鞘脂单胞菌属的基因混合而培育出来的超级细菌，能够吞噬二噁英类化合物，并以前所未有的短时间将之在其体内分解。此外，部分国家及生产商（例如美国东岸缅因州）已减少或停止制造聚氯乙烯产品；并推行减少用塑膠袋。尤其在盛放食物器具、婴孩用品玩具及医疗用品禁用聚氯乙烯及相关的含氯塑料。
中国方面则针对消除毒性最强的2,3,7,8-四氯雙苯環二噁英（2,3,7,8-TCDD）展开研究，发现青霉菌Penicillium sp. QI-1是消除2,3,7,8-TCDD的理想菌株。与这一新发现的菌种最接近的先前已知青霉菌株是Penicillium sp. 0210LASC26Y-1 （页面存档备份，存于），二者均属未归类菌株，不存在二名法命名。